# Peter Hofmann
No confundir con el historiador Peter Hoffmann.
Peter Hofmann (Marienbad, 22 de agosto de 1944 – Selb, 30 de noviembre de 2010) fue un heldentenor alemán famoso por sus interpretaciones de Wagner en los papeles de Sigmundo en La valquiria, Lohengrin, Parsifal y Tristán.

## Biografía
De porte atlético, fue paracaidista y maratonista, comenzó como cantante en una banda de rock entre 1960 y 1963.
Estudió canto en Karlsruhe con Emmy Seiberlich, debutando en 1969 en Lübeck como Tamino en La flauta mágica, de Mozart. Formó parte del teatro de Wuppertal, Wiesbaden y Toulouse donde cantó Max en Der Freischütz.
Su consagración llegó en el Festival de Bayreuth de 1976 en la producción centenaria de El anillo del nibelungo como Siegmund en La valquiria, con Pierre Boulez en la dirección musical y Patrice Chereau en la dirección escénica, que estuvo en cartel hasta 1980. Fue un habitual del Festival durante más de una década:Parsifal dirigido por Horst Stein (1976 y 1978) y con James Levine (1982-1985 y 1988); cantó Lohengrin dirigido por Edo de Waart (1979) y por Woldemar Nelsson (1980-1982) y también Tristán bajo la dirección musical de Barenboim, en 1986 y 1987, papel que había debutado con Leonard Bernstein junto a Hildegard Behrens como Isolda en 1981 con la Orquesta Sinfónica de la Radio de Baviera. Regresaría al papel de Siegmund con Barenboim en 1988 y 1989. En 1988 también cantó Walther von Stolzing de Los maestros cantores de Núremberg en la reposición de la clásica producción de Wolfgang Wagner estrenada en 1981 y que en esta ocasión dirigió Michael Schonwandt. Fuera de Bayreuth, cantó también los papeles de Loge en El Oro del Rin y de Erik en El holandés errante.
Actuó en Stuttgart, París, Viena, Berlín, Múnich, Barcelona, Bonn, Génova, Londres, Chicago, San Francisco y el Metropolitan Opera donde cantó entre 1980 y 1988.
Otros roles fueron Baco en Ariadne auf Naxos de Richard Strauss y Florestan en Fidelio de Beethoven.
En 1983 encarnó al primer Tristán, el tenor Ludwig Schnorr von Carolsfeld en la película Wagner de Tony Palmer y en 1987, grabó un disco con su esposa, la soprano Deborah Sasson.
Se retiró tempranamente del escenario operístico por cansancio en sus cuerdas vocales para dedicarse al musical, tuvo resonante éxito en Hamburgo como El fantasma de la ópera.
Sufrió de la enfermedad de Parkinson desde 1994. Se retiró de los escenarios a partir de 1999. Falleció el 29 de noviembre de 2010 en la ciudad bávara de Selb, víctima de una afección pulmonar.
Se casó en dos ocasiones y tuvo tres hijos.

## Discografía
- Wagner: El Oro del Rin (Loge) / Horst Stein, Filarmónica de Viena (1976)
- Beethoven: Fidelio (Florestan) / Georg Solti, Chicago (1979)
- Wagner: El Anillo del Nibelungo (Siegmund) / Pierre Boulez, Festival de Bayreuth (DVD, 1980)
- Wagner: Parsifal / Herbert von Karajan, Filarmónica de Berlín (1980)
- Wagner: Tristán e Isolda (Tristán) / Leonard Bernstein, Sinfónica de la Radio de Baviera (1981)
- Wagner: El Holandés Errante (Erik) / Herbert von Karajan, Filarmónica de Berlín (1981)
- Gluck: Orfeo y Eurídice (Orfeo) / Heinz Panzer, Filarmónica de Colonia (1982)
- Wagner: Lohengrin / Woldemar Nelsson, Festival de Bayreuth (DVD, 1982)
- Wagner: Parsifal / James Levine, Festival de Bayreuth (1985)
- Wagner: Lohengrin / James Levine, Metropolitan de Nueva York (1986)